# Attenberg (Hennef)
Attenberg ist ein Ortsteil von Stadt Blankenberg auf dem Stadtgebiet Hennef (Sieg).

## Lage
Der ehemalige Weiler liegt in einer Höhe von 180 Metern über N.N. auf den Hängen des Westerwaldes im Osten von Blankenberg.

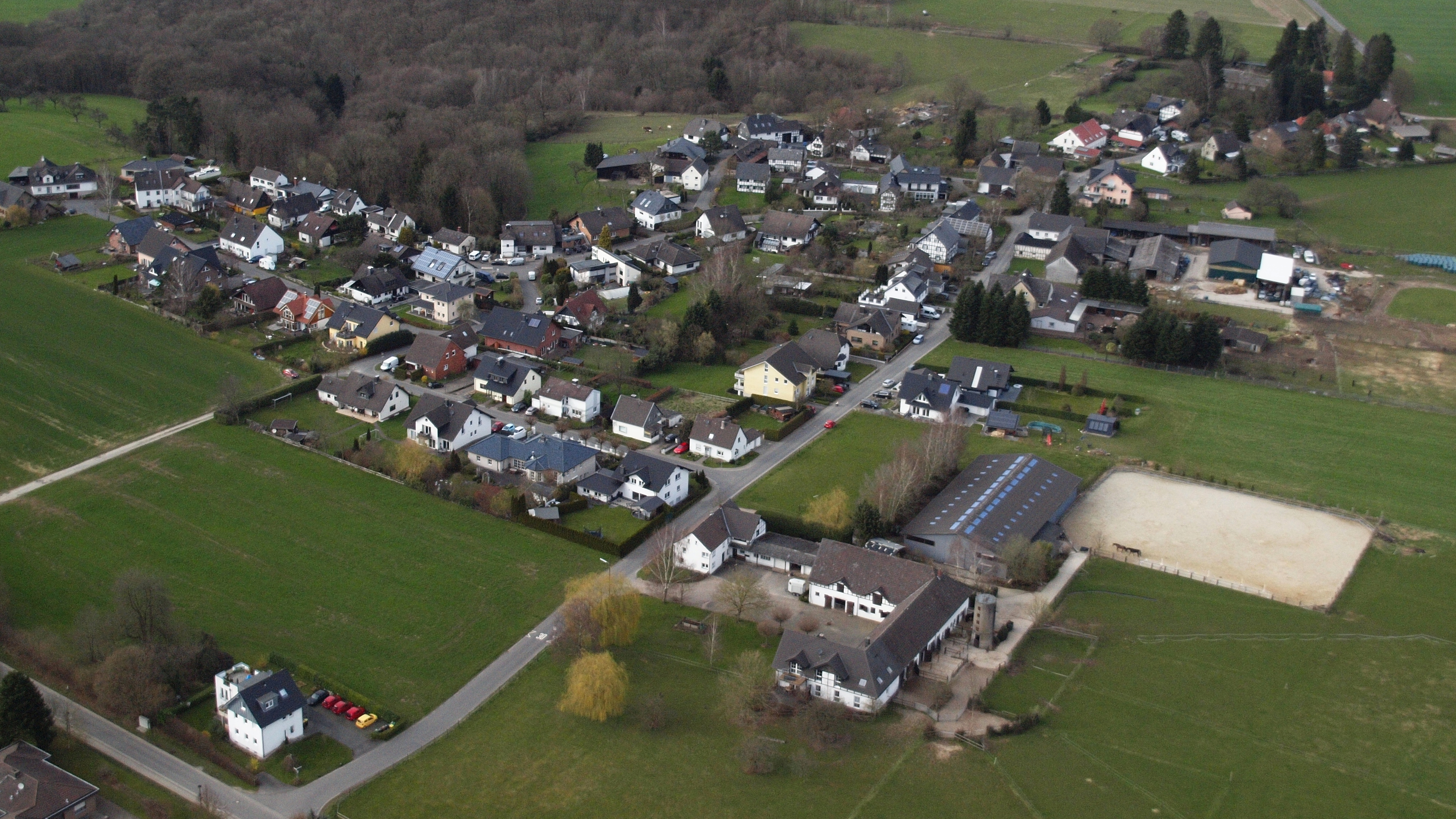
Hennef Attenberg, Luftaufnahme 2015

## Geschichte
1910 gab es in Attenberg die Haushalte Ackerer Johann Broich, Tagelöhner Wilhelm Dörnbaum, Ackerer Wilhelm Fischer, Ackerin Witwe Wilhelm Honrath, Wegearbeiter Josef Karmosino, Ackerer Wilhelm Klein, Witwe Wilhelm Krahe, Ackerer Jakob Küpper, Rottenarbeiter Karl Küpper, Fabrikarbeiter August Kurtenbach, Rottenarbeiter Friedrich Wilhelm Laufenberg, Ackerer Wilhelm Laufenberg, die Ackerer Heinrich und Peter Mailänder, Ackerin Witwe Karl Vogel und Ackergehilfe Laurenz Wagner. Der Weiler war damals noch hauptsächlich landwirtschaftlich geprägt. Damals gehörte der Ort zur Gemeinde Blankenberg.